# Jovan Stojanović
Pour les articles homonymes, voir Stojanović.
Jovan Stojanović, né le 21 avril 1992 à Belgrade en République fédérale de Yougoslavie, est un footballeur serbe. Il évolue au KV Courtrai au poste de milieu offensif.

## Biographie
Avec le club du FK Vojvodina, il inscrit le 24 juillet 2014 un but en Ligue Europa, lors du deuxième tour contre l'AS Trenčín.
Avec le club du Voždovac Belgrade, il inscrit dix buts en première division serbe lors de la saison 2016-2017.

## Palmarès
- Vainqueur de la Coupe de Serbie en 2014 avec le FK Vojvodina